# Li Karen
Li Karen (chinesisch 李克倫 / 李克伦, Pinyin Lǐ Kèlún; * 19. September 1977 in Guiping) ist eine ehemalige neuseeländische Tischtennisspielerin. Sie nahm zweimal an Olympischen Spielen teil und gewann mehrere Medaillen bei Ozeanischen Meisterschaften. Sie hat eine Schwester namens Li Chunli, einen Bruder und Tischtennisspieler Li Aaron und einen Sohn.
Li Karen nahm an den Olympischen Spielen 2000 und 2004 teil. Auch für die Olympischen Spiele 2008 hatte sie sich qualifiziert, wurde jedoch vom neuseeländischen Tischtennisverband wegen mangelnder Erfolgsaussichten nicht gemeldet.

## Turnierergebnisse
| Verband | Veranstaltung              | Jahr | Ort          | Land | Einzel     | Doppel     | Mixed      | Team          |
| ------- | -------------------------- | ---- | ------------ | ---- | ---------- | ---------- | ---------- | ------------- |
| NZL     | Olympische Spiele          | 2004 | Athen        | GRE  |            | letzte 16  |            |               |
| NZL     | Olympische Spiele          | 2000 | Sydney       | AUS  | letzte 64  | letzte 32  |            |               |
| NZL     | Commonwealth Games         | 2014 | Glasgow      | SCO  | letzte 16  |            |            | Viertelfinale |
| NZL     | Commonwealth Games         | 2010 | Delhi        | IND  | letzte 32  |            |            | Viertelfinale |
| NZL     | Commonwealth Games         | 2002 | Manchester   | ENG  |            | Silber     |            | 3             |
| NZL     | Ozeanische Meisterschaften | 2010 | Auckland     | NZL  | Gold       |            |            | 1             |
| NZL     | Ozeanische Meisterschaften | 2006 | Geelong      | AUS  | Gold       | Halbfinale | Halbfinale |               |
| NZL     | Oceania Cup                | 2011 | Adelaide     | AUS  | Gold       |            |            |               |
| NZL     | Weltmeisterschaft          | 2014 | Tokio        | JPN  |            |            |            | 50            |
| NZL     | Weltmeisterschaft          | 2010 | Moskau       | RUS  |            |            |            | 36            |
| NZL     | Weltmeisterschaft          | 2008 | Guangzhou    | CHN  |            |            |            | 28            |
| NZL     | Weltmeisterschaft          | 2007 | Zagreb       | CRO  |            | letzte 32  | letzte 64  |               |
| NZL     | Weltmeisterschaft          | 2004 | Doha         | QAT  |            |            |            | 33            |
| NZL     | Weltmeisterschaft          | 2003 | Paris        | FRA  | letzte 128 | letzte 32  |            |               |
| NZL     | World Cup                  | 2011 | Singapur     | SIN  | Qual.      |            |            |               |
| NZL     | World Cup                  | 2010 | Kuala Lumpur | MAS  | Qual.      |            |            |               |
| NZL     | World Cup                  | 2006 | Ürümqi       | CHN  | Qual.      |            |            |               |